# Berufsgenossenschaft der Straßen-, U-Bahnen und Eisenbahnen
Die in Hamburg ansässige Berufsgenossenschaft der Straßen-, U-Bahnen und Eisenbahnen (Kurzbezeichnung: BG Bahnen) war eine gewerbliche Berufsgenossenschaft und somit zudem Träger der gesetzlichen Unfallversicherung.
Die sachliche Zuständigkeit der BG Bahnen erstreckte sich auf Unternehmen des Wirtschaftszweiges Schienenverkehr. Sie hatte 2006 insgesamt 141.632 Versicherte in 1.898 Unternehmen.
Sie entstand 1949 durch Fusion der Privatbahn-Berufsgenossenschaft und der Straßen- und Kleinbahn-Berufsgenossenschaft. Von 1949 bis 1954 hieß sie Berufsgenossenschaft der Straßen-, Privat- und Kleinbahnen. 1954 wurde sie umbenannt in Berufsgenossenschaft der Straßen-, U-Bahnen und Eisenbahnen.
Am 1. Januar 2010 fusionierte die BG Bahnen mit der Verwaltungs-Berufsgenossenschaft (VBG).